# Coupe (carte à jouer)
Pour les articles homonymes, voir Coupe.

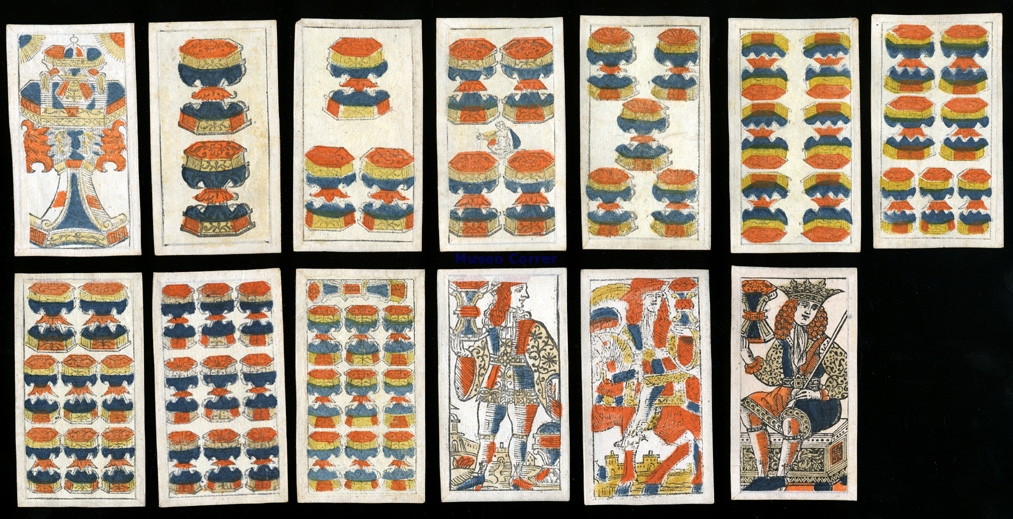
Carte de coupes d'un jeu vénitien du XVIIIe siècle.

La coupe est une enseigne de cartes à jouer, enseignes latines avec le bâton, le denier et l'épée.

## Caractéristiques
En espagnol, les coupes sont appelées copas ; en italien, coppe. Elles correspondent aux cœurs des enseignes françaises et allemandes, ainsi qu'aux roses des enseignes suisses.
De façon générale, les jeux de cartes espagnols et italiens représentent les coupes sous la forme d'un récipient stylisé, mais il peut y avoir d'énormes variations selon les différentes variantes régionales.